# Данијел Баренбојм
Данијел Баренбојм (шп. Daniel Barenboim, хебр. דניאל בארנבוים; Буенос Ајрес, 15. новембар 1942) је пијаниста и диригент рођен у Аргентини, а поред аргентинског има још држављанства Израела, Шпаније и Палестине. Његова преци су пореклом руски Јевреји.
Дириговао је први пут 1950, а од 1975. је наследник Георга Солтија на месту диригента Париске филхармоније. Од 1991. до 2006. био је главни диригент Чикашког симфонијског оркестра. Од 1992. радио је као уметнички је директор Државне опере у Берлину. Године 2007. постао је музички директор Миланске скале.
Био је у браку са виолончелисткињом Жаклин ду Пре, од јуна 1967. до њене смрти 1987. Други пут се оженио 1988. пијанисткињом Јеленом Башкировом.
У Израелу Баренбојм је политички контроверзна личност. Први пут је у Израелу дириговао извођењем Вагнерове музике за оперу „Тристан и Изолда“. Због антисемитских ставова, музика Рихарда Вагнера се иначе не изводи у овој земљи. Са палестинским књижевним теоретичарем Едвардом Саидом учествовао је у формирању израелско-арапског оркестра младих. Њих двојица су за овај подухват 2002. добили Награду принца од Астурије. Због концерта „За јединство палестинског народа и мир између Израела и Палестине“, одржаног јануара 2008. у Рамали, награђен је почасним палестинским држављанством.
Данијел Баренбојм је дириговао Бечким новогодишњим концертом 2009., 2014. и 2022.